# Francisco Fábregas Monegal
Francisco Fábregas Monegal, född den 14 oktober 1977 i Barcelona, Spanien, är en spansk landhockeyspelare.
Han tog OS-silver i herrarnas landhockeyturnering i samband med de olympiska landhockeytävlingarna 2008 i Peking.